# Tupaia longipes
Tupaia longipes — це вид ссавців з роду Tupaiidae. Це ендемік Борнео (Бруней, Індонезія, Малайзія) і перебуває під загрозою зникнення через вирубку лісів і деградацію середовища. Зареєстрований на висотах від 0 до 1000 метрів.

## Морфологічні особливості
Довжина голови й тулуба досягає 19–20 см, хвіст завдовжки 18–19 см і середня вага 165 г. Задні лапи надзвичайно довгі — від 45 до 48 мм, а вуха — від 12 до 18 мм. Спина тварин однорідно забарвлена в агуті-коричневий колір (тобто шерсть переплетена), живіт кольору слонової кістки. Як і багато інших видів тупай, довгонога має світлі короткі смуги на плечах.

## Спосіб життя
Тварини денні й переважно наземні. Територія, якою користується особина, становить приблизно 7–9 га. Території самців і самиць майже повністю перекриваються, причому у самців трохи більше, ніж у самиць. Харчуються довгоногі землерийки в основному мурахами, які можуть становити до 98% вмісту шлунка. Вони поїдають не тільки дорослих комах, а й яйця, личинок і лялечок мурах. Оскільки мурах часто більше на плантаціях із відповідним ґрунтовим покривом, ніж у лісі, довгоногі тупаї частіше зустрічаються на плантаціях, ніж у лісах. Довгонога тупая живе симпатично з тонкою (T. gracilis), карликовою (T. minor), таною (T. tana), а у вищих районах свого ареалу також із високогірною (T. montana). Довгоногі тупаї, ймовірно, розмножуються цілий рік. Гнізда з листя розташовані на землі і добре маскуються.